# San Giorgio del Sannio
San Giorgio del Sannio é uma comuna italiana da região da Campania, província de Benevento, com cerca de 9.515 habitantes. Estende-se por uma área de 22 km², tendo uma densidade populacional de 433 hab/km². Faz fronteira com Apice, Calvi, Paduli, San Martino Sannita, San Nazzaro, San Nicola Manfredi.

## Demografia
| Variação demográfica do município entre 1861 e 2011                               |
|                                                                                   |
| Fonte: Istituto Nazionale di Statistica (ISTAT) - Elaboração gráfica da Wikipedia |